# Jan Jiří Grasel
Johann Georg Grassel (4. dubna 1790, Nové Syrovice u Moravských Budějovic – 31. ledna 1818, Vídeň, popraven), česky též Jan Jiří Grasel, byl loupežník a vrah, který působil na pomezí jižních Čech, jižní Moravy a Rakouska.

## Život
Narodil se 4. září 1790 v Nových Syrovicích do neutěšených poměrů. Jeho otec Thomas Graßl (* 1763) byl propuštěný soudní posel, matka Regina Fleischmannová (* 1768) byla dcerou pohodného (rasa), což bylo tehdy všeobecně opovrhované povolání. Z důvodů všeobecného vyčlenění z venkovské selské společnosti se rasové stýkali s tuláky a zloději. Sami si také nezřídka dopomáhali krádežemi. Johann byl veden k loupežnému řemeslu už svým otcem. Jeho odvaha z něj učinila brzy nebezpečného zločince a na jeho dopadení byla vypsána odměna.
K jeho chycení se nabídl muž jménem David Mayer, který se za pomoci bývalé Graslovy milenky (Grasel měl úspěch u žen) vetřel do jeho blízkosti a nabídl, že mu dopomůže k útěku do Slezska. Grasel nabídku přijal a padl přímo do Mayerem připravené pasti. Byl chycen roku 1815. Soudní proces, ve kterém byl odsouzen za dvě vraždy a přes dvě stě loupeží a krádeží, trval téměř tři roky. Když byl roku 1818 popraven na vídeňském náměstí a spatřil dav, který se na něj přišel podívat, prohlásil prý: „Ježiš, tolik lidí.“ To měla být jeho poslední slova.

## Legenda

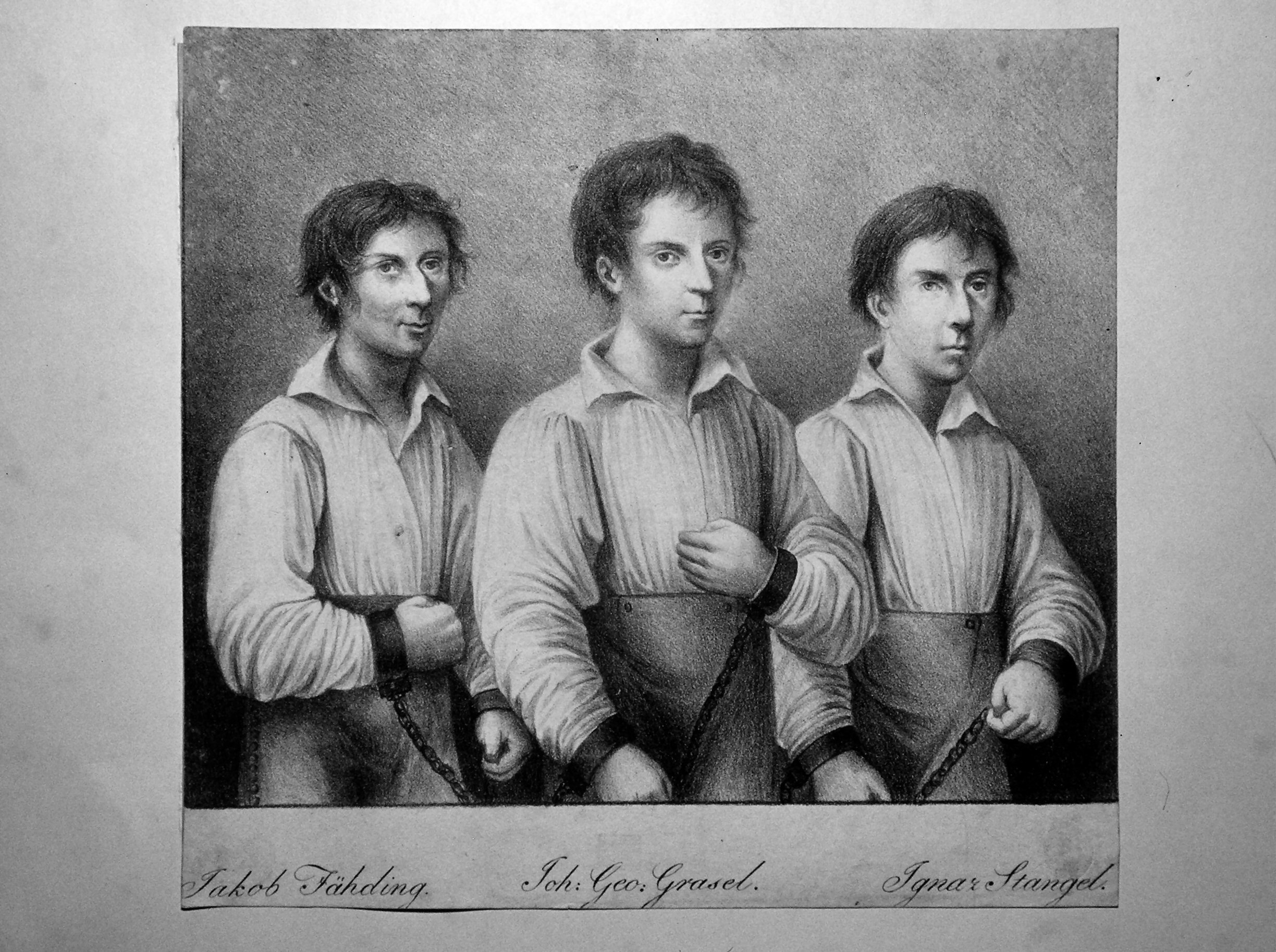
Chycená Graselova parta na litografii Adolfa Friedricha Kunike.

Okolo Grasla vyrostla brzy po jeho smrti rozsáhlá legenda. V Rakousku je díky mnoha románům, písním a lidovým pověstem znám jako šlechetný loupežník, který bohatým bral a chudým dával. Podobné pověsti byly tradovány též na jižní Moravě, a v jižních Čechách, ale převážně mezi německým obyvatelstvem.
V českém jazykovém prostředí byla jeho pověst zpočátku spíše opačná. Právě proto se v češtině jméno Grasel v počeštěném tvaru „grázl“ používá jako nadávka k označení člověka lumpa, lotra, zloděje, násilníka, hrubiána či dokonce vraha.
Nejpozději po druhé světové válce se však postupně začal stávat populárním i v českém jazykovém prostředí. Po Graselovi byly pojmenovány některé terénní útvary a přírodní lokality. Graselův příběh zpracovává třetí epizoda českého seriálu Slavné historky zbojnické (1985); Grasela zde ztvárnil Ivan Vyskočil. Na začátku 21. století pak Graselova idealizace vedla v severním Rakousku, na jihozápadní Moravě a také v oblasti Česká Kanada k vybudování několika turistických stezek. Z čistě propagačních důvodů byly nazvány „Graselova stezka“. Stezky jsou vyznačeny v místech, kde Grasel pobýval nebo loupil se svou bandou.